# Gregory Garza
Gregory Garza Early, né le 16 août 1991 à Grapevine au Texas, est un joueur international américain de soccer jouant au poste de défenseur.

## Biographie

### Carrière internationale
Greg Garza est convoqué pour la première fois par le sélectionneur national Jürgen Klinsmann pour un match amical contre la République tchèque. Il entre à la 62e minute à la place de Timothy Chandler (victoire 1-0). 
Greg Garza est appelé par le sélectionneur Jürgen Klinsmann dans le groupe américain pour la Gold Cup 2015. 
Il compte dix sélections et zéro but avec l'équipe des États-Unis depuis 2014.

## Palmarès
- Avec le Club Tijuana :
  - Champion du Mexique en A. 2012